# Trillium sessile
Trillium sessile är en nysrotsväxtart som beskrevs av Carl von Linné. Trillium sessile ingår i släktet treblad, och familjen nysrotsväxter. Inga underarter finns listade.

## Bildgalleri

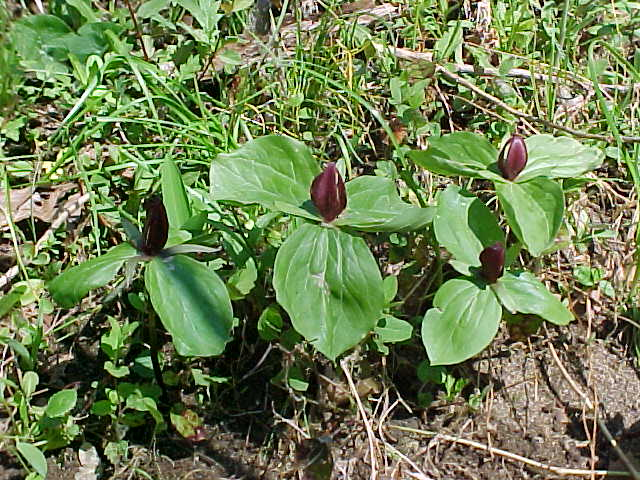
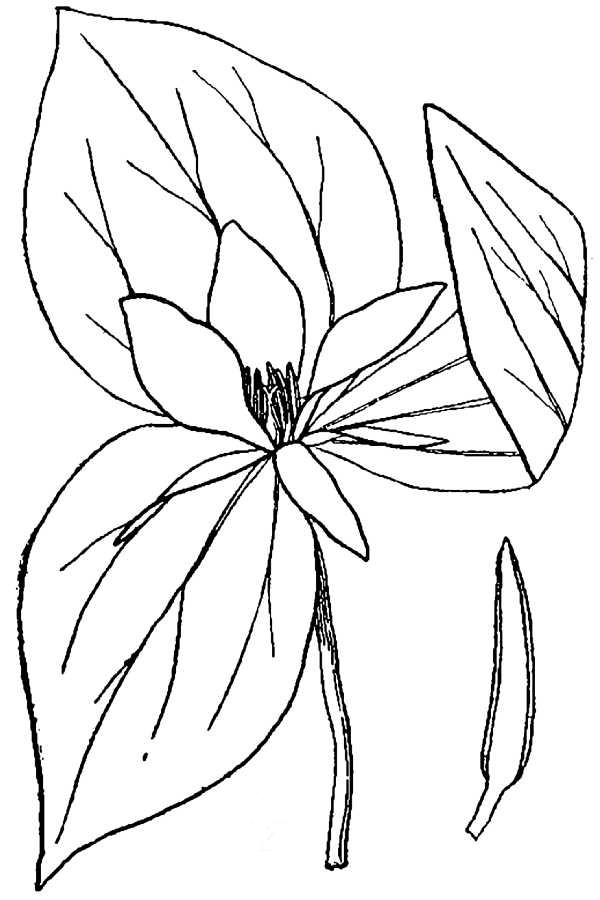